# Moška kaznilnica, Maribor
Moško kaznilnico v Mariboru so na predlog pravosodnega ministrstva na Dunaju začeli graditi leta 1884 v Magdalenskem predmestju Maribora.
Prve kaznjence je sprejela leta 1889. V njej so prestajali kazni obsojenci zaradi kriminalnih dejanj, političnega delovanja proti državi in imela je tudi oddelek za mladoletne prestopnike. Prostora je bilo za 542 kaznjencev, ki so kazni prestajaliv skupnih prostorih ter v t.i. samotnem zaporu. Število kaznjencev je zelo nihalo: leta 1889 je prestajalo kazen 99 obsojencev, leta 1921 pa najvec, in sicer 661. Do začetka 2. svetovne vojne je v Mariborski kaznilnici kazen prestajalo 14.649 obsojencev. Med političnimi obsojenci so bili tudi komunisti.